# Schafberg (Langenwolmsdorf)
Der Schafberg ist eine 350 Meter hohe Erhebung nordwestlich von Langenwolmsdorf, einem Ortsteil der Stadt Stolpen im Landkreis Sächsische Schweiz-Osterzgebirge.

## Namensherkunft

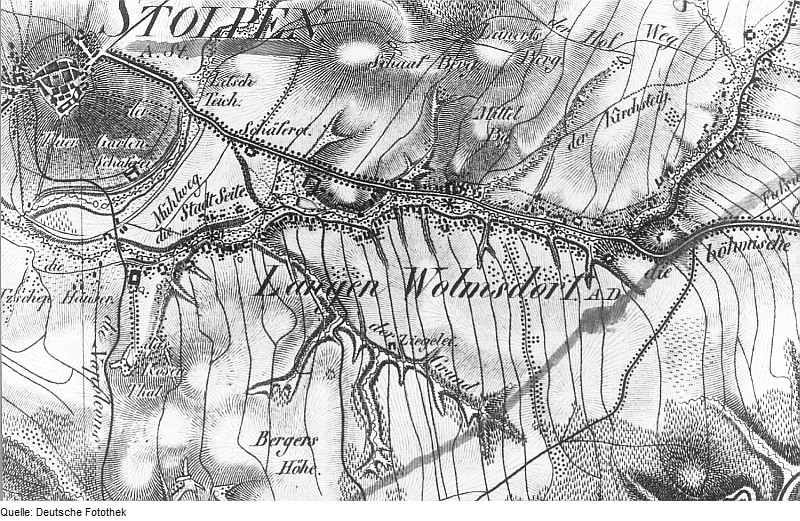
Schafberg und Schäferei auf einer Karte von Jacob A. H. Oberreit, 1821/22

Der Name des Berges lässt auf die Nutzung der Felder an den Hängen als Schafweide schließen. Außerdem befand sich am Fuß des Berges spätestens seit Mitte des 16. Jahrhunderts eine Schäferei, die zunächst dem Amt Stolpen, später dem Kammergut Rennersdorf zugehörig war. Im 18. und 19. Jahrhundert waren die kurfürstlichen und später königlichen Schäfereien in und um Stolpen für die Zucht von Merinoschafen bekannt. Franz Xaver von Sachsen erwarb nach dem Siebenjährigen Krieg die ersten Exemplare vom spanischen König, die nachfolgenden sächsischen Herrscher erweiterten die Bestände, wodurch die Schäfereien der Gegend mit dem Verkauf der Merinowolle große Gewinne erwirtschaften und internationales Ansehen erringen konnten. Die Langenwolmsdorfer Schäferei ist durch überlieferte Unterlagen bis mindestens zum Ende des 19. Jahrhunderts dokumentiert.

## Geologie
Der Schafberg liegt westlich des Lausitzer Berglands. Das Grundgestein des Bergs bildet der Lausitzer Zweiglimmergranodiorit, der mit dem Lausitzer Granodiorit zu den wichtigsten Gesteinsarten dieser Gegend zählt. Die Berghänge werden landwirtschaftlich genutzt, auf der Kuppe wachsen nur vereinzelte Bäume. Am nordöstlichen Hang des Schafbergs entspringt eine Quellader des Letschwassers, einem kleinen Bach, der über den Langenwolmsdorfer Bach in die Wesenitz fließt.

## Sage vom Schafberg
In einer Höhle im Schafsberg soll laut einer Legende Anna Constantia Gräfin von Cosel, die von August dem Starken von 1716 bis zu ihrem Tod 1765 auf der Burg Stolpen festgesetzt wurde, begraben liegen. Die Sage erzählt, dass sie keine Ruhe findet und Tag und Nacht umherwandelt. Menschen, die ihr begegnen und keine Angst zeigen, soll sie mit Geld aus ihrem mit ihr begrabenen Vermögen belohnen.
Weiter berichtet die Sage von einem Schäfer, dem am Schafberg eine weiß gekleidete Jungfrau erschien und ihn um Hilfe bat. Als er dieses bejahte, zeigte sie auf den Berg, der sich daraufhin öffnete und einen Gang in eine große Halle erscheinen ließ. Am Ende der Halle befand sich ein Wassergraben, über den zu springen die Jungfrau den Schäfer aufforderte. Als er daran zweimal scheiterte, öffnete sich jenseits des Grabens ein Tor, durch das er Männer mit langen weißen Bärten erblicken konnte. Eine Stimme erklang und sprach: Abermals umsonst! Noch hundert Jahre!, woraufhin alle Erscheinungen wieder verschwanden.

## Sonstiges
In Langenwolmsdorf wurde 1952 eine Landwirtschaftliche Produktionsgenossenschaft, die LPG Am Schafberg, gegründet. Diese schloss sich 1972 mit zwei anderen Genossenschaften zur LPG Neue Zeit zusammen. Ab 1973 wurde auf dem Schafberg eine Kooperative Milchviehanlage errichtet, die über 750 Milchkühe fasste. Die Anlage wurde 1978 der LPG Neue Zeit angeschlossen. Am Jahresende 1991 wurde die LPG aufgelöst und in die Agrarwirtschaft Am Schafberg überführt, 1993 wurden die Wirtschaftsgüter verkauft. Die Milchviehanlage wurde privatisiert.
Mehrere Straßen in Langenwolmsdorf sind nach dem Schafberg benannt.